# 바스라 국제경기장
바스라 국제경기장(아랍어: اِسْتَاد الْبَصْرَة الدُّؤَلِيّ, 영어: Basra International Stadium)은 이라크 바스라에 있는 복합 스포츠 경기장으로 2009년 이라크 정부가 5억 5천만 달러(한화 약 7600억원)를 대출해 건설을 시작한 뒤 4년만인 2013년 완공되었다. 수용 인원은 65,000명으로 이라크 내에서는 규모가 가장 큰 경기장으로 알려져 있으며 현재 이라크 축구 국가대표팀의 홈 그라운드로 사용되고 있다.

## 구조
바스라 국제경기장은 65,000개의 관중석 뿐만 아니라 20개의 스위트룸, 230개의 VIP석 등의 다층 구조로 이루어져 있으며 복합 단지에는 VIP 라운지와 레스토랑, 관중 시설, 205대까지 주차할 수 있는 VIP 지하 주차장 그리고 주경기장과 제2경기장을 연결하는 터널로 이루어져 있다.
그 뿐만 아니라 바스라 국제경기장 바로 옆에 있는 제2경기장도 최대 20,000명까지 수용할 수 있는데다가 4개의 5성급 호텔 및 기타 스포츠 관련 시설들까지 두루 갖추어져 있으며 이라크 스타스 리그 소속팀인 나프트 알바스라와 알미나 SC가 임차권을 소유하고 있다.